# Brandon Jennings
Pour les articles homonymes, voir Jennings.
Brandon Jennings, né le 23 septembre 1989 à Compton, est un joueur américain de basket-ball évoluant au poste de meneur.

## Carrière universitaire
Après son diplôme à la Oak Hill Academy (un lycée dont l'équipe de basket-ball est renommée), il décide de rejoindre directement les rangs professionnels sans passer par le niveau universitaire (NCAA), alors qu'il avait annoncé les années précédentes désirer jouer pour les Trojans d'USC puis avec les Wildcats de l'université d'Arizona.

## Carrière italienne
Ne pouvant s'inscrire à la draft de la NBA, celle-ci imposant désormais un âge minimum, il décide de rejoindre le club du Pallacanestro Virtus Rome dans le championnat d'Italie de basket-ball le 16 juillet 2008. Il signe un contrat d'1 650 000 dollars. Il évolue ainsi en LegA, l'un des meilleurs championnats en Europe. Ses statistiques sont alors, en 27 matches, de 5,5 points, 1,6 rebond, 2,3 passes décisives et 1,5 interception en 17 minutes par match. Il tire à 37,7 % à deux points et à 20,7 % à trois points. En Euroligue, la compétition de clubs la plus importante en Europe, il dispute seize rencontres pour des moyennes de 7,6 points, 1,6 rebond et 1,2 interception en 19,6 minutes par match. Il tire à 38,7 % à deux points et à 26,8 % à trois points.

## Carrière NBA

### Bucks de Milwaukee (2009-2013)

#### Année Rookie

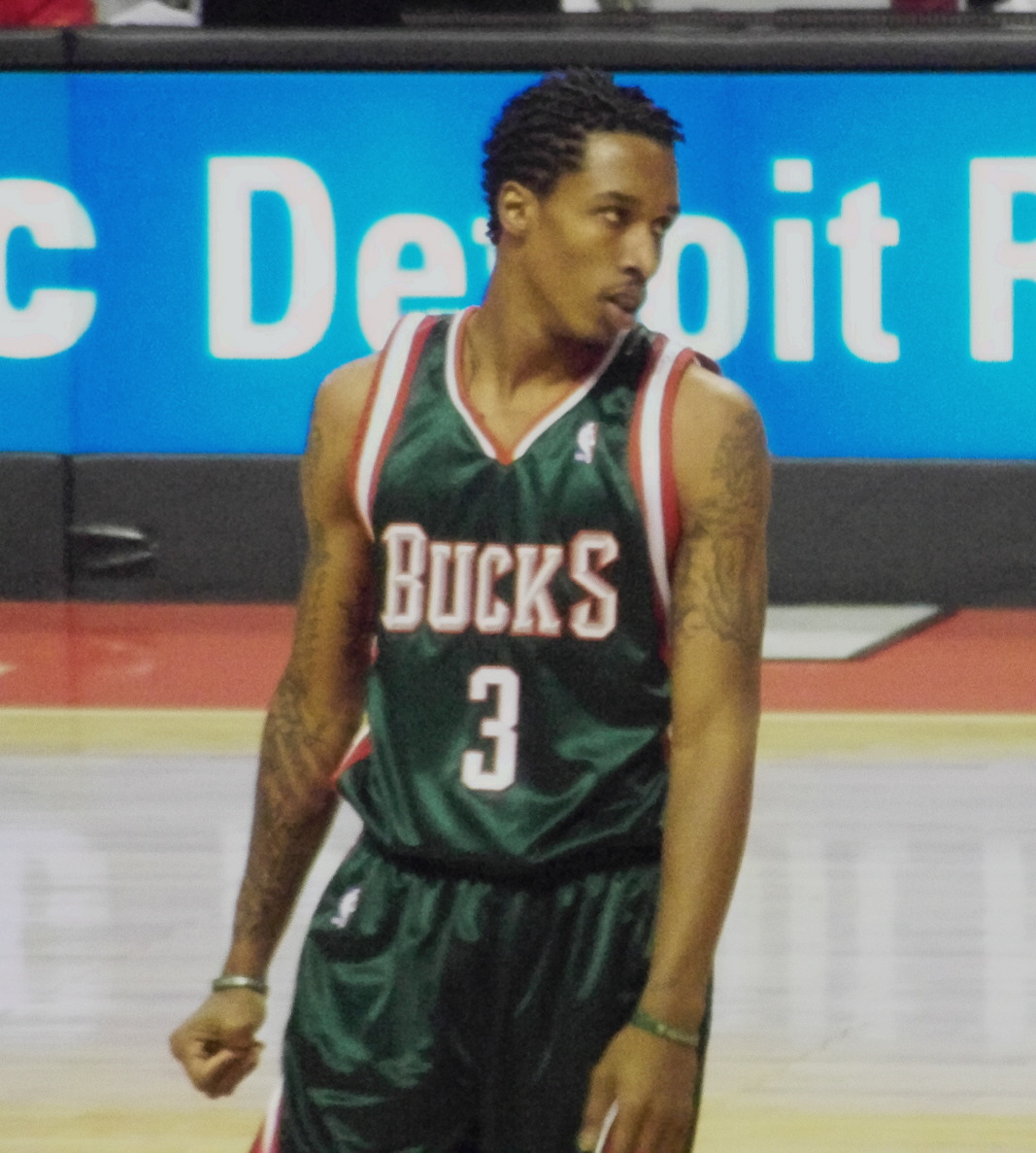
Jennings durant un match contre les Pistons de Détroit.

Il est sélectionné à la dixième place de la draft 2009 de la National Basketball Association (NBA) par les Bucks de Milwaukee. Il devient ainsi le premier joueur drafté en NBA à ne pas être passé par le championnat universitaire pour être allé jouer en Europe.
Aux Bucks, il est à la lutte avec Luke Ridnour pour la place dans le cinq majeur.
En l'absence de Blake Griffin (blessé), il est considéré comme l'un des favoris pour le titre de rookie de l'année. Il tourne en effet régulièrement à plus de 20 points par match. Lors de ses débuts dans la ligue, il est proche de rejoindre Oscar Robertson, seul joueur à avoir réalisé un triple-double lors de son premier match : il inscrit 17 points, capte 9 rebonds et délivre 9 passes décisives. Le 14 novembre 2009, lors de sa septième rencontre, il marque 55 points, dont 7 tirs à trois points sur 8 tentés, lors de la victoire des Bucks contre les Warriors de Golden State,. Cette performance n'est toutefois pas le record pour un Rookie, qui reste détenu par Wilt Chamberlain avec 58 points inscrits en 1960. Il est également devancé par LeBron James pour la performance établie par un joueur de moins de 21 ans, James ayant marqué 56 points lors de sa deuxième saison NBA. Jennings devient toutefois le plus jeune joueur à inscrire 50 points ou plus, devançant, avec 20 ans et 52 jours, LeBron James qui avait 20 ans et 80 jours.
Pour sa première saison en NBA, il est élu à quatre reprises rookie of the month (meilleur débutant du mois), en novembre, décembre, janvier et mars. Il participe au Rookie Challenge du NBA All-Star Game 2010 où il inscrit 22 points, délivre 8 passes et capte 6 rebonds dans une rencontre remportée 140 à 128 par les joueurs de première année face à ceux de seconde année. Il termine ensuite troisième du vote de Rookie of the Year, devancé par Tyreke Evans et Stephen Curry. Il est le seul de son équipe à disputer les 82 matchs de la saison régulière. Ses statistiques sont finalement de 15,5 points, 5,7 passes décisives et 3,4 rebonds.
Les Bucks, avec un bilan de 46 victoires pour 36 défaites, se qualifient pour les play-offs. Opposés aux Hawks d'Atlanta au premier tour, ils s'inclinent lors du septième match de la série sur le score de 95 à 74. Lors de cette série, Jennings inscrit 18,7 points, capte 3,0 rebonds et délivre 3,6 passes. Lors de la première rencontre, il inscrit 34 points.

#### Autres saisons
Brandon Jennings commence la saison 2010-2011 par un premier double-double avec 15 points et 10 passes. Lors de la troisième rencontre, il établit le premier triple-double de sa carrière en réalisant 20 points, 10 passes et 10 rebonds dans une victoire 98 à 88 face aux Bobcats de Charlotte.
Au début de la saison 2012-2013, il est désigné meilleur joueur de la conférence Est pour la semaine du 30 octobre au 4 novembre.
En juillet 2013, Jennings, en froid avec ses dirigeants, est annoncé sur le départ.

### Pistons de Détroit (2013-février 2016)
Le 31 juillet 2013, Jennings est transféré aux Pistons de Détroit en échange de Brandon Knight, Khris Middleton et Vyacheslav Kravtsov.
Le 19 août 2013, lors de la demi-finale de la Drew League, il se fait gifler par Mike Taylor.
Le 11 janvier 2014, dans un match contre les Suns de Phoenix, il réalise 16 passes décisives dans la première mi-temps. Il égale le record de la franchise d'Isiah Thomas du plus grand nombre de passes sur une mi-temps. Trois semaines après le licenciement de son entraîneur Maurice Cheeks, Jennings déclare qu'il n'a pas digéré ce départ et que celui-ci était inutile. Durant l'été 2014, il participe à la Drew League avec les Clozers et marque 57 points lors d'un match contre les SoleClinics.
Le 12 novembre 2014, lors du déplacement chez les Wizards de Washington, il marque 32 points et distribue 10 passes décisives,. Le 3 décembre 2014, lors de la défaite des siens chez les Celtics de Boston après une prolongation, Jennings termine le match avec un seul point à 0 sur 11 aux tirs (dont 0 sur 6 à trois points) et reproche à ses coéquipiers un manque d'énergie durant le match. Il effectue un début de saison 2014-2015 en dessous des attentes que les Pistons avaient de lui car après 23 matchs, il a des moyennes de 12,7 points à 37,3 % et 6,5 passes décisives en 29 minutes par match.
Le 22 décembre 2014, les Pistons se séparent de Josh Smith, et Jennings retrouve le plaisir de jouer. Le 2 janvier 2015, lors de la victoire contre les Knicks de New York, il marque 29 points en trois quart-temps. Le 4 janvier, lors de la réception des Kings de Sacramento, il domine le meneur adverse Darren Collison et contribue à la victoire des siens avec 35 points et 7 passes décisives. Le 6 janvier, il marque un buzzer beater en lay-up chez le champion en titre, les Spurs de San Antonio,. Le 10 janvier, lors de la victoire contre les Nets de Brooklyn, il marque l'ensemble de ses vingt points en seconde mi-temps. Le 12 janvier, il contribue à la victoire des Pistons sur le parquet des Raptors de Toronto en terminant avec 34 points et 10 passes décisives,. Le 14 janvier, il reçoit une amende de 15 000 dollars par la NBA pour avoir célébré un panier avec un geste obscène lors du quatrième quart-temps contre les Raptors de Toronto. Le 21 janvier, lors de la victoire des Pistons 128 à 118 contre le Magic d'Orlando, il bat son record de passes décisives avec 21 et devient le troisième joueur des Pistons à réaliser un match à au moins vingt points et vingt passes décisives avec 24 points et 21 passes décisives.
Le 24 janvier, lors du troisième quart-temps du match chez les Bucks de Milwaukee, il se déchire le tendon d'Achille du pied gauche en voulant contester une touche. Cette blessure met un terme à sa saison et le contraint à une absence six à neuf mois, alors qu'il tournait à 21,3 points et 7,5 passes décisives par match en janvier.

### Magic d'Orlando (février 2016-juillet 2016)
Deux jours avant la trade deadline, Jennings est transféré au Magic d'Orlando avec Ersan İlyasova contre Tobias Harris.

### Knicks de New York (2016-2017)
Après un passage au Magic, Jennings s'engage chez les Knicks de New York pour une saison sur 5 millions de dollars. 
Le 27 février 2017, Jennings se fait couper par les Knicks.

### Wizards de Washington (2017)
Le 1er mars 2017, les Wizards de Washington signent Brandon Jennings, après avoir coupé Danuel House qui tournait à une moyenne d'une minute de temps de jeu cette saison-là à cause de blessures.

### Chine (2017)
Le 28 juillet 2017, il signe en Chine avec les Shanxi Brave Dragons pour un contrat de 1,5 million de dollars.

### Retour en NBA et aux Bucks de Milwaukee (2018)
Le 11 mars 2018, il signe un contrat de 10 jours avec les Bucks, et retrouve la franchise qui l'avait drafté.

## Statistiques

### Saison régulière
Statistiques en saison régulière de Brandon Jennings
| Année      | Équipe     | Matches | Titul. | Min./m. | %tir | %3pts | %l-f | rbds/m. | pass/m. | int/m. | ctr/m. | pts/m. |
| ---------- | ---------- | ------- | ------ | ------- | ---- | ----- | ---- | ------- | ------- | ------ | ------ | ------ |
| 2009-2010  | Milwaukee  | 82      | 82     | 32,6    | 37,1 | 37,4  | 81,7 | 3,4     | 5,7     | 1,3    | 0,2    | 15,5   |
| 2010-2011  | Milwaukee  | 63      | 61     | 34,4    | 39,0 | 39,0  | 80,9 | 3,7     | 4,8     | 1,5    | 0,3    | 16,2   |
| 2011-2012* | Milwaukee  | 66      | 66     | 35,3    | 41,8 | 33,2  | 80,8 | 3,4     | 5,5     | 1,6    | 0,3    | 19,1   |
| 2012-2013  | Milwaukee  | 80      | 80     | 36,2    | 39,9 | 37,5  | 81,9 | 3,1     | 6,5     | 1,6    | 0,1    | 17,5   |
| 2013-2014  | Detroit    | 80      | 79     | 34,1    | 37,3 | 33,7  | 75,1 | 3,1     | 7,6     | 1,3    | 0,1    | 15,5   |
| 2014-2015  | Detroit    | 41      | 41     | 28,6    | 40,1 | 36,0  | 83,9 | 2,5     | 6,6     | 1,1    | 0,1    | 15,4   |
| 2015-2016  | Detroit    | 23      | 1      | 18,1    | 37,1 | 31,2  | 71,1 | 2,0     | 3,0     | 0,5    | 0,1    | 6,8    |
| 2015-2016  | Orlando    | 25      | 6      | 18,1    | 36,6 | 34,6  | 75,0 | 2,0     | 4,0     | 0,7    | 0,2    | 7,0    |
| 2016-2017  | New York   | 58      | 11     | 24,6    | 38,0 | 34,0  | 75,6 | 2,6     | 4,9     | 1,0    | 0,1    | 8,6    |
| 2016-2017  | Washington | 1       | 0      | 10,0    | 0,0  | 0,0   | 0,0  | 0,0     | 1,0     | 0,0    | 0,0    | 0,0    |
| Total      |            | 519     | 427    | 31,4    | 38,9 | 34,9  | 79,5 | 3,1     | 5,8     | 1,3    | 0,2    | 14,7   |

Note: * Cette saison a été réduite de 82 à 66 matchs en raison du Lock-out.

Dernière modification le 5 mars 2017

### Playoffs
Statistiques en Playoffs de Brandon Jennings
| Année | Équipe | Matches | Titul. | Min./m. | %tir | %3pts | %l-f | rbds/m. | pass/m. | int/m. | ctr/m. | pts/m. |
| ----- | ------ | ------- | ------ | ------- | ---- | ----- | ---- | ------- | ------- | ------ | ------ | ------ |
| 2010  | Bucks  | 7       | 7      | 35,6    | 40,8 | 29,3  | 80,8 | 3,0     | 3,6     | 1,1    | 0,6    | 18,7   |
| 2013  | Bucks  | 4       | 4      | 33,3    | 29,8 | 21,4  | 72,2 | 2,3     | 4,0     | 2,3    | 0,3    | 13,3   |
| Total |        | 11      | 11     | 34,7    | 37,3 | 26,1  | 77,3 | 2,7     | 3,7     | 1,5    | 0,5    | 16,7   |

Dernière mise à jour le 1er juillet 2013

## Records sur une rencontre en NBA
Les records personnels de Brandon Jennings, officiellement recensés par la NBA sont les suivants :
| Type de statistique        | Saison régulière | Saison régulière                                      | Saison régulière                 | Playoffs | Playoffs                          | Playoffs                    |
| Type de statistique        | Record           | Adversaire                                            | Date                             | Record   | Adversaire                        | Date                        |
| -------------------------- | ---------------- | ----------------------------------------------------- | -------------------------------- | -------- | --------------------------------- | --------------------------- |
| Points                     | 55               | Warriors de Golden State                              | 14 novembre 2009                 | 34       | @ Hawks d'Atlanta                 | 17 avril 2010               |
| Paniers marqués            | 21               | Warriors de Golden State                              | 14 novembre 2009                 | 14       | @ Hawks d'Atlanta                 | 17 avril 2010               |
| Paniers tentés             | 34               | Warriors de Golden State                              | 14 novembre 2009                 | 25       | @ Hawks d'Atlanta                 | 17 avril 2010               |
| Paniers à 3 points réussis | 8                | @ Kings de Sacramento @ Pacers de l'Indiana           | 19 mars 2010 16 janvier 2015     | 4        | @ Hawks d'Atlanta @ Heat de Miami | 17 avril 2010 21 avril 2013 |
| Paniers à 3 points tentés  | 14               | Heat de Miami                                         | 1er février 2012                 | 10       | @ Heat de Miami                   | 21 avril 2013               |
| Lancers francs réussis     | 12               | 3 fois                                                |                                  | 7        | @ Hawks d'Atlanta                 | 28 avril 2010               |
| Lancers francs tentés      | 15               | @ Trail Blazers de Portland                           | 19 janvier 2013                  | 8        | @ Hawks d'Atlanta                 | 28 avril 2010               |
| Rebonds offensifs          | 4                | 4 fois                                                |                                  | 2        | @ Hawks d'Atlanta                 | 20 avril 2010               |
| Rebonds défensifs          | 11               | Knicks de New York                                    | 20 mars 2011                     | 4        | Hawks d'Atlanta Heat de Miami     | 26 avril 2010 25 avril 2013 |
| Rebonds totaux             | 11               | 3 fois                                                |                                  | 5        | Heat de Miami                     | 25 avril 2013               |
| Passes décisives           | 21               | Magic d'Orlando                                       | 21 janvier 2015                  | 8        | Heat de Miami                     | 25 avril 2013               |
| Interceptions              | 6                | @ Celtics de Boston @ Pelicans de La Nouvelle-Orléans | 2 novembre 2012 11 décembre 2013 | 5        | Heat de Miami                     | 25 avril 2013               |
| Contres                    | 3                | Bulls de Chicago Pacers de l'Indiana                  | 8 janvier 2010 14 avril 2012     | 2        | Hawks d'Atlanta                   | 24 avril 2010               |
| Balles perdues             | 8                | 3 fois                                                |                                  | 4        | Heat de Miami                     | 25 avril 2013               |
| Minutes jouées             | 49               | @ Heat de Miami                                       | 21 novembre 2012                 | 43       | @ Hawks d'Atlanta                 | 28 avril 2010               |

- Double-double : 50 (au 24/01/2015)
- Triple-double : 1

## Salaires
| Année       | Équipe  | Salaire      |
| ----------- | ------- | ------------ |
| 2009-2010   | Bucks   | 2 168 520 $  |
| 2010-2011   | Bucks   | 2 331 120 $  |
| 2011-2012*  | Bucks   | 2 493 720 $  |
| 2012-2013   | Bucks   | 3 179 493 $  |
| 2013-2014   | Pistons | 7 655 503 $  |
| Total Gains |         | 17 828 356 $ |
| 2014-2015   | Pistons | 8 000 000 $  |
| 2014-2015   | Pistons | 8 344 497 $  |

Note : * En 2011, le salaire moyen d'un joueur évoluant en NBA est de 5 150 000 $.

## Sa vie en dehors du basket-ball
Il est le premier basketteur professionnel à être sponsorisé par l'équipementier Under Armour.
Brandon Jennings est le cousin du joueur de basket-ball Marcus Williams. Il a aussi un demi-frère, Terrence Phillips. Son père s'est suicidé quand il était jeune.
En avril 2009, après un tremblement de terre en Italie, Jennings fait don de 50 000 dollars pour soutenir les victimes.
Le 23 septembre 2014, pour fêter son anniversaire, il se rend dans la boîte de nuit et se fait frapper par le rappeur The Game.
Il apparaît dans le documentaire Gunnin' for That No. 1 Spot.